# Morti nel 916
| Questa pagina contiene informazioni ricavate automaticamente dalle voci biografiche con l'ausilio del template Bio e di un bot. L'aggiornamento è periodico e automatico e ricostruisce completamente la pagina. Se manca una persona in questa lista, sei pregato di non aggiungerla, ma accertati piuttosto che la sua voce biografica contenga il template Bio e che i dati anagrafici siano correttamente compilati. Se il template Bio manca, inseriscilo tu stesso o, in alternativa, metti l'avviso {{tmp\|Bio}} che ne segnala la mancanza. Se i dati riportati sono sbagliati, correggi direttamente la voce biografica; le modifiche saranno visibili in questa lista entro pochi giorni. Per chiarimenti vedi il progetto biografie. La lista contiene solo le 10 persone che sono citate nell'enciclopedia e per le quali è stato implementato correttamente il template Bio. Pagina aggiornata al 13 gen 2025. |

- 27 marzo - Audoin I d'Angoulême, conte
- 25 maggio - Flann Sinna, re
- 8 dicembre - Teodorico I di Paderborn, vescovo cattolico tedesco
- Bencione di Empúries, nobile franco
- Bovo II di Corvey, teologo tedesco
- Clemente di Ocrida, vescovo macedone
- Anarawd ap Rhodri, sovrano gallese
- Teodora, nobildonna italiana
- Ziyadat Allah III, generale arabo
- Ahmad ibn Ziyadat Allah ibn Qurhub, emiro